# Luchthaven Kai Tak
Kai Tak was vanaf 1925 tot en met 1998 de internationale luchthaven van Hongkong. Op 6 juli 1998 werd deze luchthaven vervangen door de nieuwe luchthaven op het eiland Chek Lap Kok op Lantau Island.
De luchthaven was gesitueerd op een locatie midden in het zaken-/woondistrict Kowloon City dat onderdeel is van Kowloon en had maar één startbaan (13/31).
De luchthaven stond bekend om zijn spectaculaire Rwy 13-approach, en daardoor als de op vijf na extreemste en gevaarlijkste luchthaven ter wereld.
Deze werd als volgt gevlogen:
- Een daling naar het noordoosten
- Via de ILS-begeleiding tot aan het "checkerboard" (een rood-witte markering op de berg)
- Een extreem scherpe draai naar rechts van 47 graden om het laatste stuk visueel te doen

Het vliegveld werd vernoemd naar Kai Ho en Au Tak.

## Toekomst
De Hongkongse overheid is van plan om de grond van de voormalige luchthaven met startbaan op te vullen met woningen en winkels. Daarbij is het natuurlijk een mooie kans om nieuwe spoorwegen te bouwen onder de grond. De MTR is bezig met de Shatin to Central Link.